# Preiselbeere

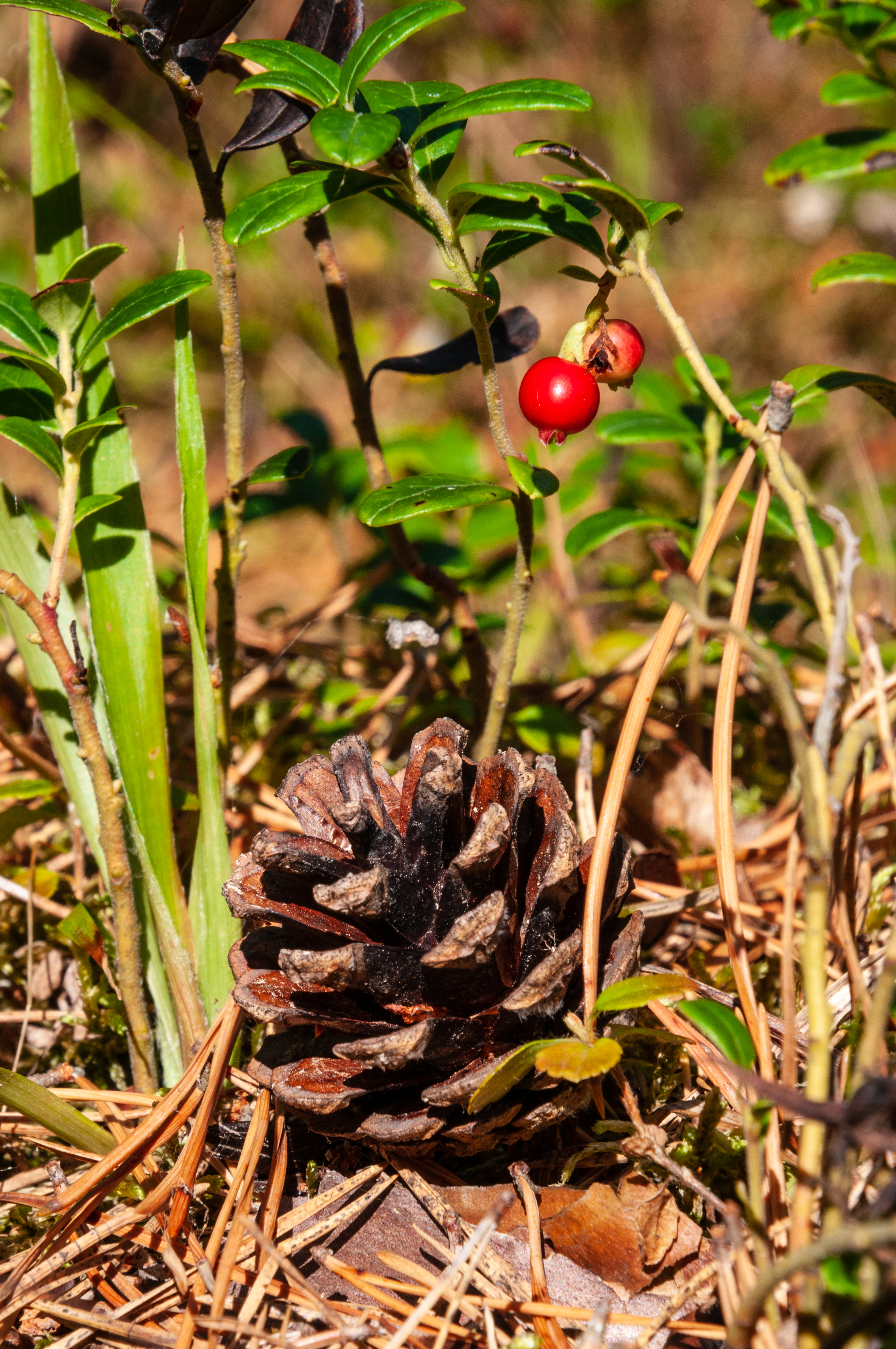
Wild wachsende Preiselbeere Ende August an der Nordküste von Åland

Die Preiselbeere (Vaccinium vitis-idaea) ist eine Pflanzenart aus der Gattung der Heidelbeeren (Vaccinium). Sie ist in Eurasien und Nordamerika (hier Lingonberry genannt) weit verbreitet.
Die sogenannte „Kulturpreiselbeere“ ist keine Preiselbeere, sondern die Großfrüchtige Moosbeere (Vaccinium macrocarpon), auch Cranberry genannt, mit anderer, am Boden kriechender Wuchsform und deutlich anderem Geschmack. Allerdings werden daneben auch echte Preiselbeeren kultiviert und gärtnerisch angebaut.

## Namen
Der Name Preiselbeere (als Variante auch: Preißelbeere, Preuselbeere, Prasselbeere) stammt aus dem Slawischen, er leitet sich ab von brusina, brusnice: braunrot, nach der Farbe der Beeren oder von alttschechisch bruslina aus kirchenslawisch (o)brusiti: (ab)streifen, weil die Beere sich leicht abstreifen lässt.
Der in Nordwest-Deutschland verbreitete Ausdruck „Kronsbeere“ wird gedeutet als Kranich-Beere, andere leiten ihn von Krone, nach den kronenförmig auf der reifen Beere erhalten bleibenden Kelchzipfeln ab. Der Name Riffelbeere (auch schweizerisch Riffli, Rifeli; Bern) bezieht sich auf die früher übliche Ernte mittels grober Metall- oder Holzkämme, mit denen die Beeren vom Strauch abgestreift wurden, er wird aber ebenso für andere beerentragende Sträucher der Heidegewächse wie Heidelbeere oder Moosbeere verwendet. Griffelbeere, auch in Graubünden Griffle oder Gryfeln, im Wallis Grefle, besitzt vermutlich dieselbe Herleitung. Es gibt zahlreiche weitere regionale Namen, eine Auswahl: Braunschnitzer (Thüringen), Graslitzbeer (Egerland und Erzgebirge), Granten (auch Grandlbeer, Granken, Kranklbeer) (Bayern und Österreich), Klusterbeere (Klosterbeere) und Krambeere (untere Weser), Fuchsbeeri (Schweiz), Kreuzbeer (Tirol), Dröppelkes (Westfalen), Schöckelbeere (Steiermark) und zahlreiche andere.
Das Ida-Gebirge ist Namensgeber für den lateinischen Namen Vaccinium vitis-idaea.

## Beschreibung

### Erscheinungsbild und Laubblatt

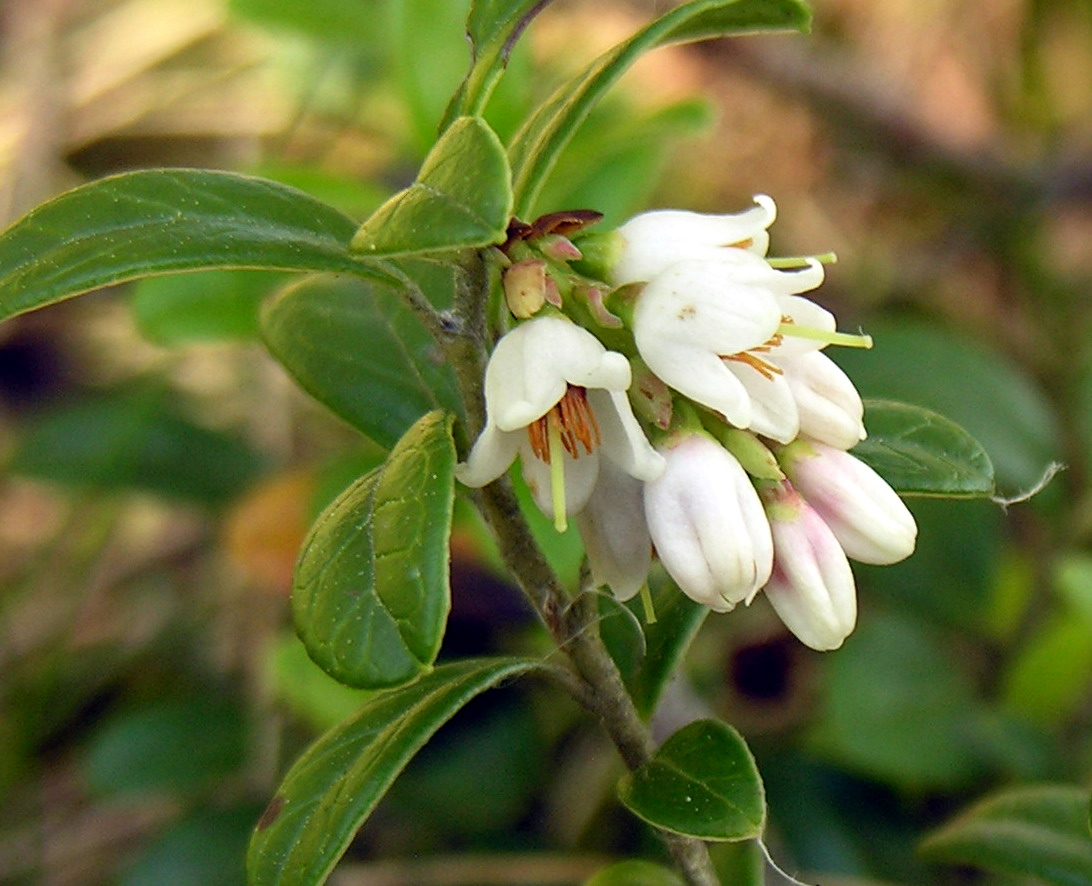
Blütenstand

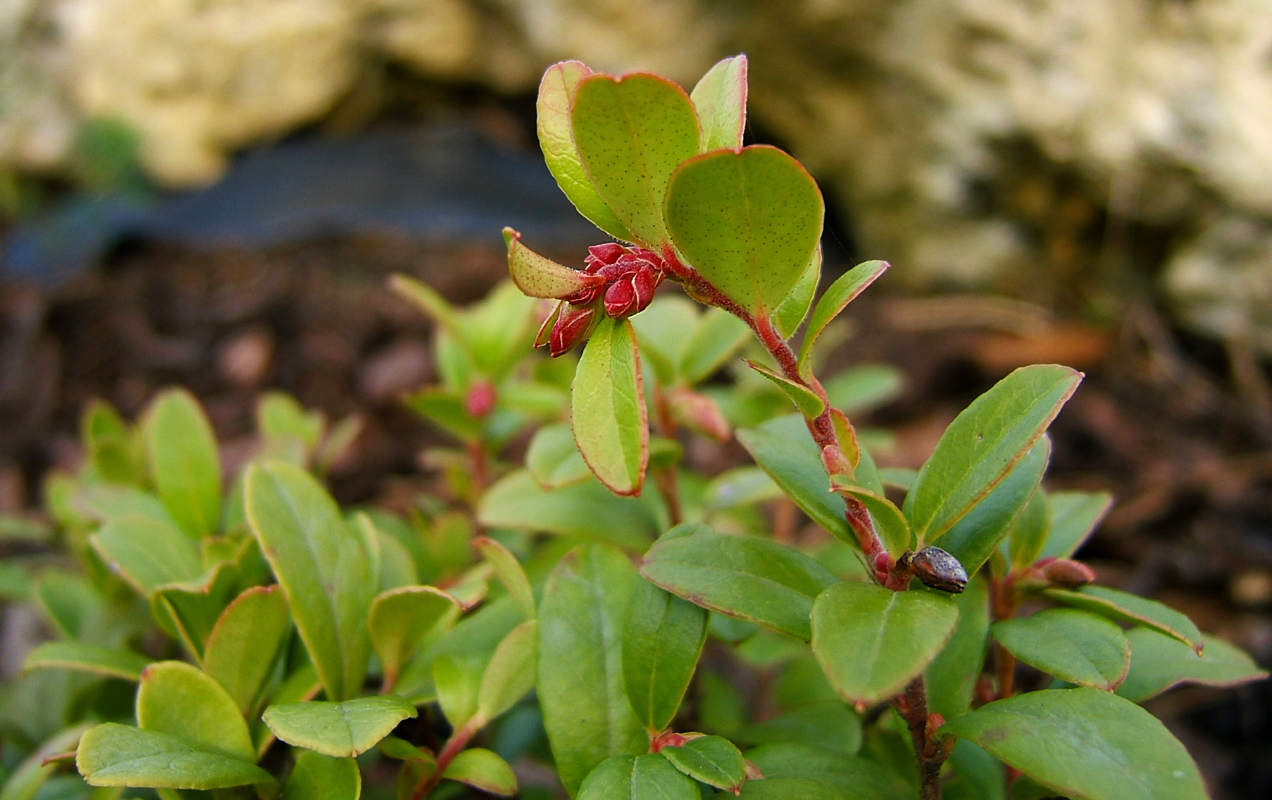
Knospenaustrieb

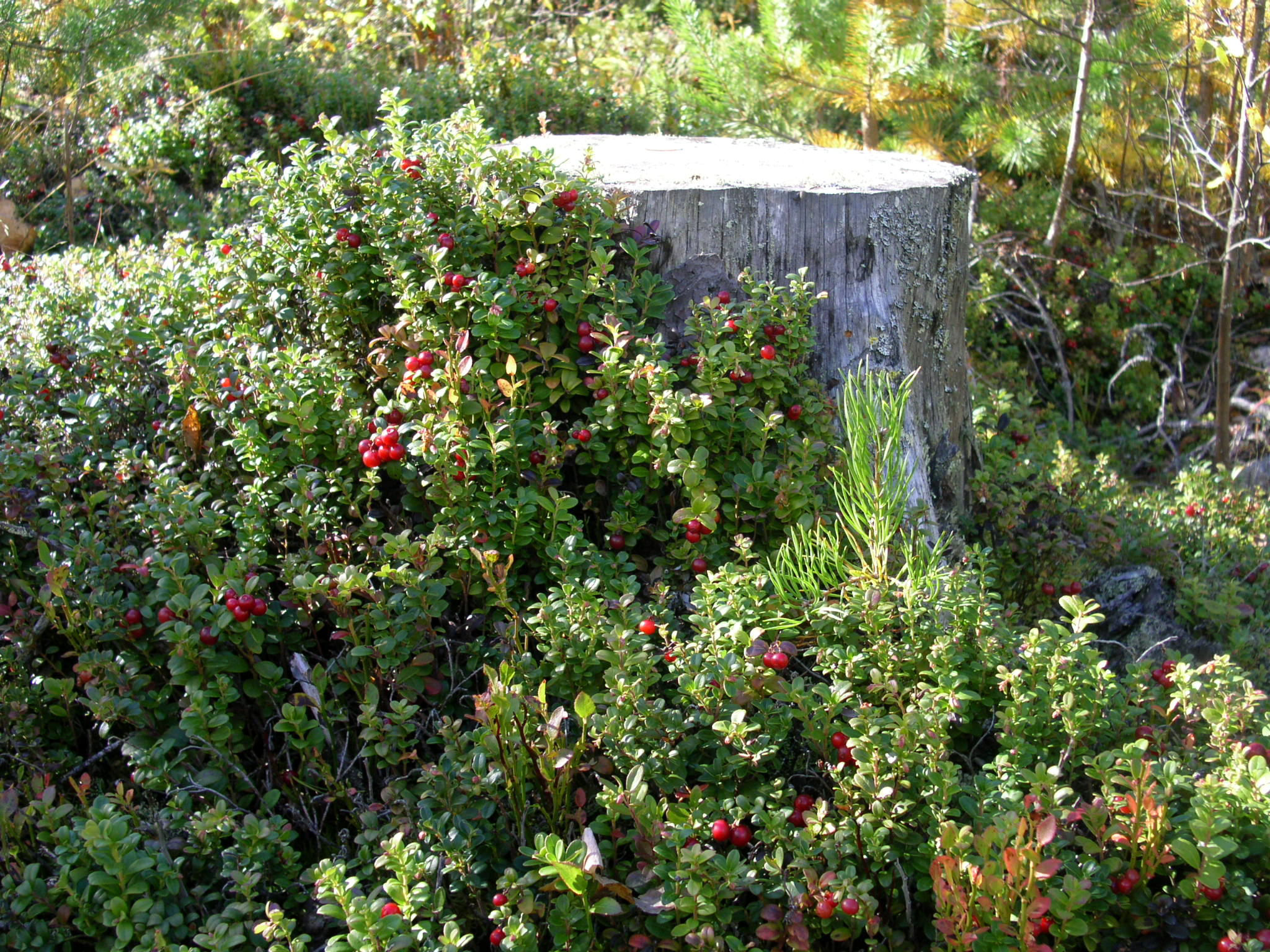
Wild wachsende Preiselbeeren

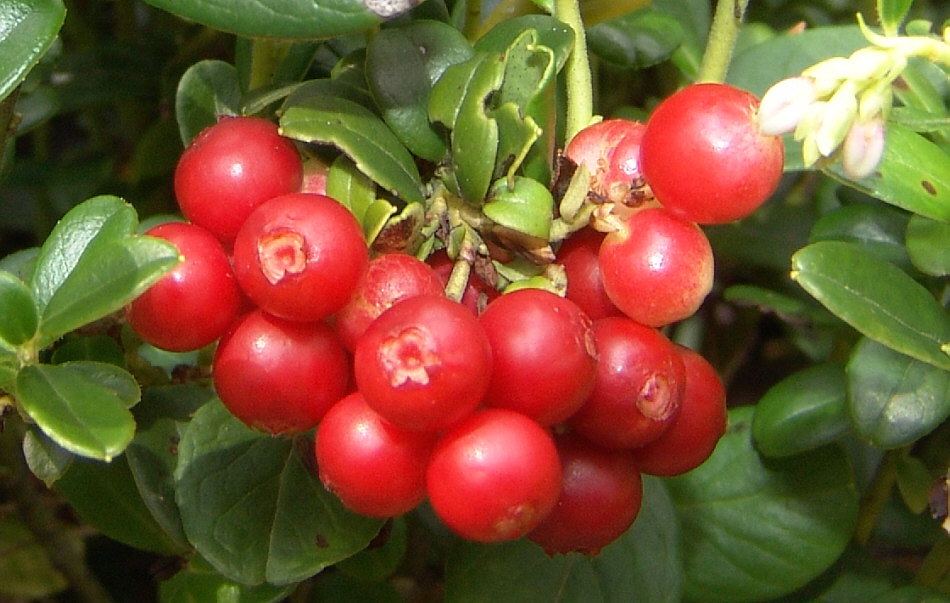
Reife Früchte an der Pflanze

Die Preiselbeere wächst als immergrüner, kompakter, aufrechter bis kriechender Zwergstrauch und erreicht Wuchshöhen zwischen 10 und 40 Zentimeter. Die oberirdischen Pflanzenteile sind flaumig behaart. Sie wurzelt bis einen Meter tief.
Die wechselständig und zweizeilig an den Zweigen angeordneten Laubblätter sind in Blattstiel und -spreite gegliedert. Der flaumig behaarte Blattstiel ist etwa einen Millimeter lang. Die einfache, ledrige Blattspreite ist mit einer Länge von 0,7 bis 2 cm und einer Breite von vier bis acht Millimeter elliptisch oder verkehrt-eiförmig mit keilförmigen Spreitengrund. Die glänzend dunkelgrüne Blattoberseite ist kahl oder am Hauptnerv flaumig behaart. Die Blattunterseite ist angedrückt drüsig behaart. Die fünf oder sechs Paar Seitennerven sind fein und unauffällig auf beiden Blattseiten. Der ganze bis schwach buchtig-gekerbte Blattrand ist leicht umgebogen, die Spitze ist feinstachelspitzig und abgerundet bis stumpf oder eingebuchtet.

### Blütenstand und Blüte
In endständigen, 1 bis 1,5 cm langen, flaumig behaarten und hängenden, traubigen Blütenständen stehen bis über acht Blüten zusammen. Die schnell vergänglichen, flaumig behaarten Tragblätter sind mit einer Länge von etwa einem Millimeter breit-eiförmig und es sind auch Deckblätter vorhanden.
Ab Ende Mai bis Anfang August öffnen sich die anfänglich dunkelroten Blütenknospen. Der Blütenbecher (Hypanthium) ist kahl. Die Blüten sind 4–5-zählig. Die zwittrigen, radiärsymmetrischen und gestielten Blüten besitzen eine doppelte Blütenhülle. Die vier bis fünf Kelchblätter sind mit einer Länge von etwa 1 Millimeter breit-dreieckig. Die vier bis fünf weißen bis rosafarbenen, etwa 5–6 Millimeter langen Kronblätter sind glockenförmig verwachsen. Die geraden Kronzipfel sind mit einer Länge bis 2,5 mm dreieckig-eiförmig. Es sind 8–10 kurze Staubblätter ausgebildet. Die flaumig behaarten Staubfäden sind etwa 0,5 mm lang und die gehörnten Staubbeutel sind etwa 1,5 mm lang. Der mehrkammerige Fruchtknoten mit etwas vorstehendem Griffel ist unterständig. Es ist ein Diskus vorhanden.

### Frucht
Fünf bis sechs Wochen nach der Befruchtung reifen ab Ende August bis Anfang September die zunächst weißen, später leuchtend roten Beeren. Kultursorten reifen unter guten Bedingungen auch noch ein zweites Mal im September und Oktober. Unter günstigen klimatischen Bedingungen (Niederlande) sind schon ab Ende Juni reife Preiselbeeren zu finden. Die rundlichen, vierkammerigen, vielsamigen Beeren besitzen einen Durchmesser von 5 bis 10 Millimeter und einen säuerlichen oder etwas bitteren Geschmack.

### Chromosomenzahl
Der Chromosomenzahl beträgt 2n = 24, seltener 36.

## Systematik
Die Erstveröffentlichung von Vaccinium vitis-idaea erfolgte 1753 durch Carl von Linné in Species Plantarum, 1, S. 351. Vaccinium vitis-idaea gehört zur Sektion Vitis-Idaea in der Gattung Vaccinium und bildet deren einzige Art.
Es werden häufig zwei Unterarten unterschieden:
- Vaccinium vitis-idaea L. subsp. vitis-idaea. Überall im Verbreitungsgebiet der Art, aber eher in den südlichen Teilen, mit Schwerpunkt in Eurasien.
- Vaccinium vitis-idaea subsp. minus (G.Lodd.) Hultén vorwiegend arktisch verbreitet, in Nordamerika, auf Island, im Westen Grönlands, in Nord-Skandinavien. Unterscheidet sich durch kürzeren Trieb (nur bis 8 Zentimeter), kleinere Laubblätter mit undeutlichen Seitennerven, weniger Blüten, die aber intensiver rosa getönt sind. Der Griffel ragt nicht oder nur wenig aus der Blütenröhre hinaus. Wo beide Unterarten nebeneinander vorkommen, so in den Gebirgen Norwegens, bilden sie Hybride.[12][13]

Viel Verwirrung ist dadurch entstanden, dass die amerikanische Großfrüchtige Moosbeere (Vaccinium macrocarpon, engl. cranberry) unter der Bezeichnung „Kulturpreiselbeere“ in den Markt eingeführt worden ist. Diese Bezeichnung entstammt der Sprache des Marketings und hat mit botanischen Gegebenheiten nichts zu tun. Es handelt sich um zwei völlig verschiedene Arten.

## Verbreitung
Die Preiselbeere ist in Eurasien und Nordamerika weit verbreitet. Sie ist in Mitteleuropa eine Piceetalia-Ordnungscharakterart (wächst also in von Fichte dominierten Nadelwäldern auf bodensauren Standorten), kommt aber auch in Gesellschaften des Unterverbands Genisto-Quercenion roboris-petraeae (also in Eichenwäldern auf bodensauren Standorten), im Vaccinio-Callunetum des Verbands Genistion (also in Zwergstrauchheiden bodensaurer Standorte) oder in Gesellschaften des Erico-Pinion-Verbands (also in Kiefernwäldern bodentrockener Standorte auf Kalk) vor.
Die ökologischen Zeigerwerte nach Landolt et al. 2010 sind in der Schweiz: Feuchtezahl F = 2+w (frisch aber mäßig wechselnd), Lichtzahl L = 4 (hell), Reaktionszahl R = 1 (stark sauer), Temperaturzahl T = 2 (subalpin), Nährstoffzahl N = 2 (nährstoffarm), Kontinentalitätszahl K = 3 (subozeanisch bis subkontinental).
In den Allgäuer Alpen steigt sie am Kreuzeckrücken in Bayern bis zu 2350 m Meereshöhe auf. In Graubünden erreicht sie sogar am Piz Forun bei Bergün 3040 Meter Meereshöhe.

## Ökologie

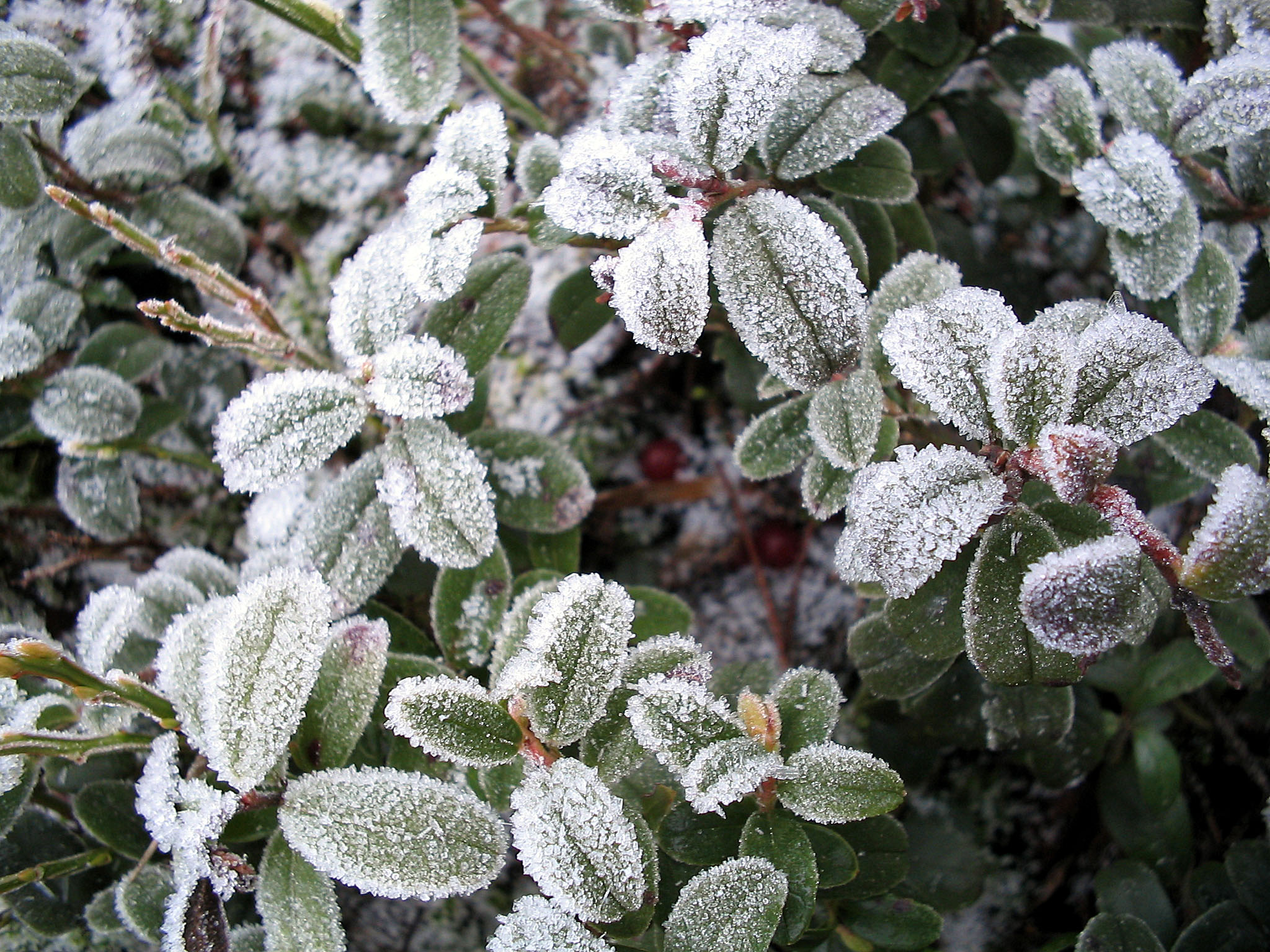
Pflanze im Winter

Die immergrüne Preiselbeere ist empfindlich gegen Frost. Ab winterlichen Tiefsttemperaturen von −22 °C treten Frostschäden auf. Trotzdem kommt sie weltweit nicht nur in der nördlich gemäßigten Zone vor, sondern ihr Areal reicht bis in den arktisch-zirkumpolaren Bereich bis 75° 59' nördlicher Breite, also Gebiete mit winterlichen Tiefsttemperaturen bis −50 °C. Dieses Vordringen in kontinentale, arktische und alpine Klimabereiche (Alpen bis 2310 m) ist ihr nur im Schutz einer isolierenden Schneedecke möglich. Die Höhe der Schneedecke begrenzt die mögliche Wuchshöhe. Diese Lebensform wird in der Botanik als Chamaephyt bezeichnet.
Sie hat die für (fast) alle Arten der Familie der Heidekrautgewächse (Ericaceae) typischen, ökologischen Merkmale: die zwingende Symbiose mit Wurzelpilzen (Mykorrhiza) und die Kalkfeindlichkeit. Sie wächst bevorzugt auf sauren und basenarmen Böden (Sandböden, sandig-steinigen Lehmböden, saure Moorböden) mit einer sauren Rohhumusdecke, in der sie bis einen Meter Tiefe wurzeln und sich mit ihren Kriechtrieben ausbreiten kann. In Kalkgebieten ist sie auf kalkfreie Sonderstandorte beschränkt. In Mitteleuropa besiedelt sie bevorzugt sonnige Standorte in Mooren, Bergheiden und im alpinen Zwergstrauchgestrüpp, kann als Halbschattpflanze aber auch in sauren Fichten- und Kiefernwäldern gedeihen. Sie wächst auf Böden, deren Wasserhaushalt frisch bis mäßig trocken (wechselfrisch) ist.
Für die Bestäubung der Blüten ist sie auf Insekten (Hummeln, Bienen) angewiesen. Die Verbreitung der Samen erfolgt durch Vögel, die die roten Beeren fressen (Ornithochorie). Neben der weiträumigen Verbreitung und generativen Vermehrung durch Samen erfolgt eine vegetative Vermehrung durch Kriechtriebe im näheren Umkreis. Obwohl die Preiselbeere häufig in unmittelbarer Nachbarschaft zur Blaubeere wächst, kommt es nur selten zu Hybriden zwischen den beiden Arten, die man als Bastard-Heidelbeere (Vaccinium × intermedium) bezeichnet.

## Krankheiten und Schädlinge

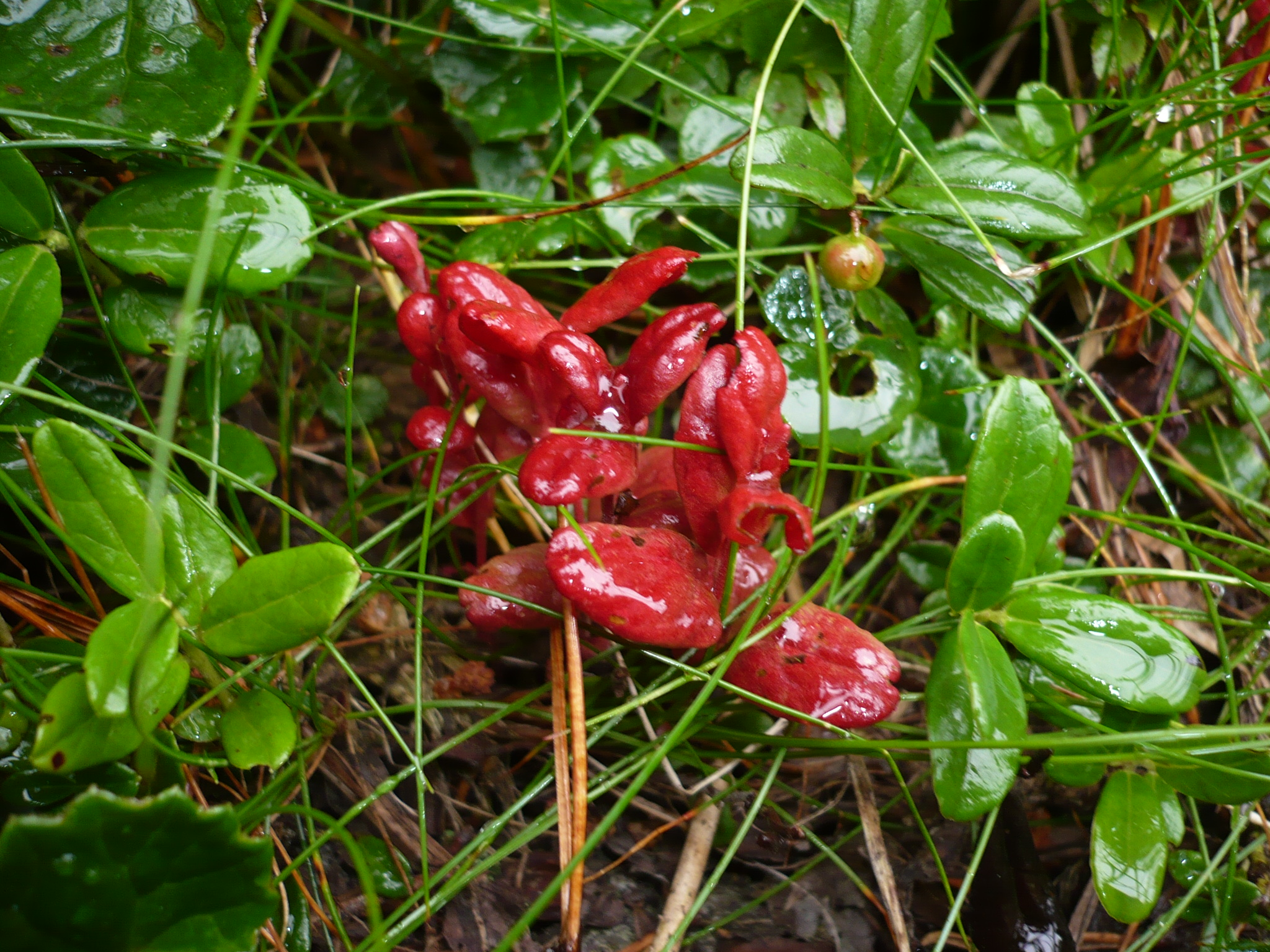
Exobasidium splendidum auf Preiselbeere am Präbichl

Mehrere Arten von Nacktbasidien können die Preiselbeere befallen. In Mitteleuropa sind dies Exobasidium vaccinii, Exobasidium splendidum und Exobasidium juelianum. Erstgenannte Art führt zu Gallwucherungen mit roter Oberseite an den Blättern. Exobasidium splendidum befällt die Jahrestriebe und die befallenen Blätter sind leuchtend rot. Exobasidium juelianum befällt die gesamte Pflanze (systemisch). Die Blätter sind dünn, weich und ebenfalls leuchtend rot. Die Preiselbeere wird zudem von den Rostpilzen Naohidemyces vaccinii mit Uredien und Telien und von Thekopsora goeppertiana mit Telien befallen.

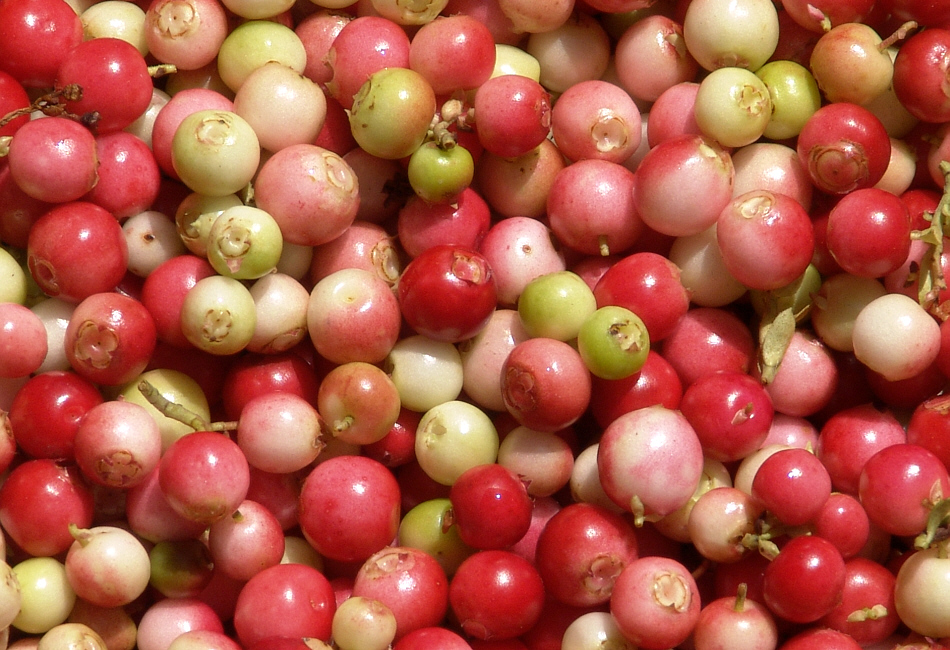
Preiselbeeren unterschiedlicher Reifegrade

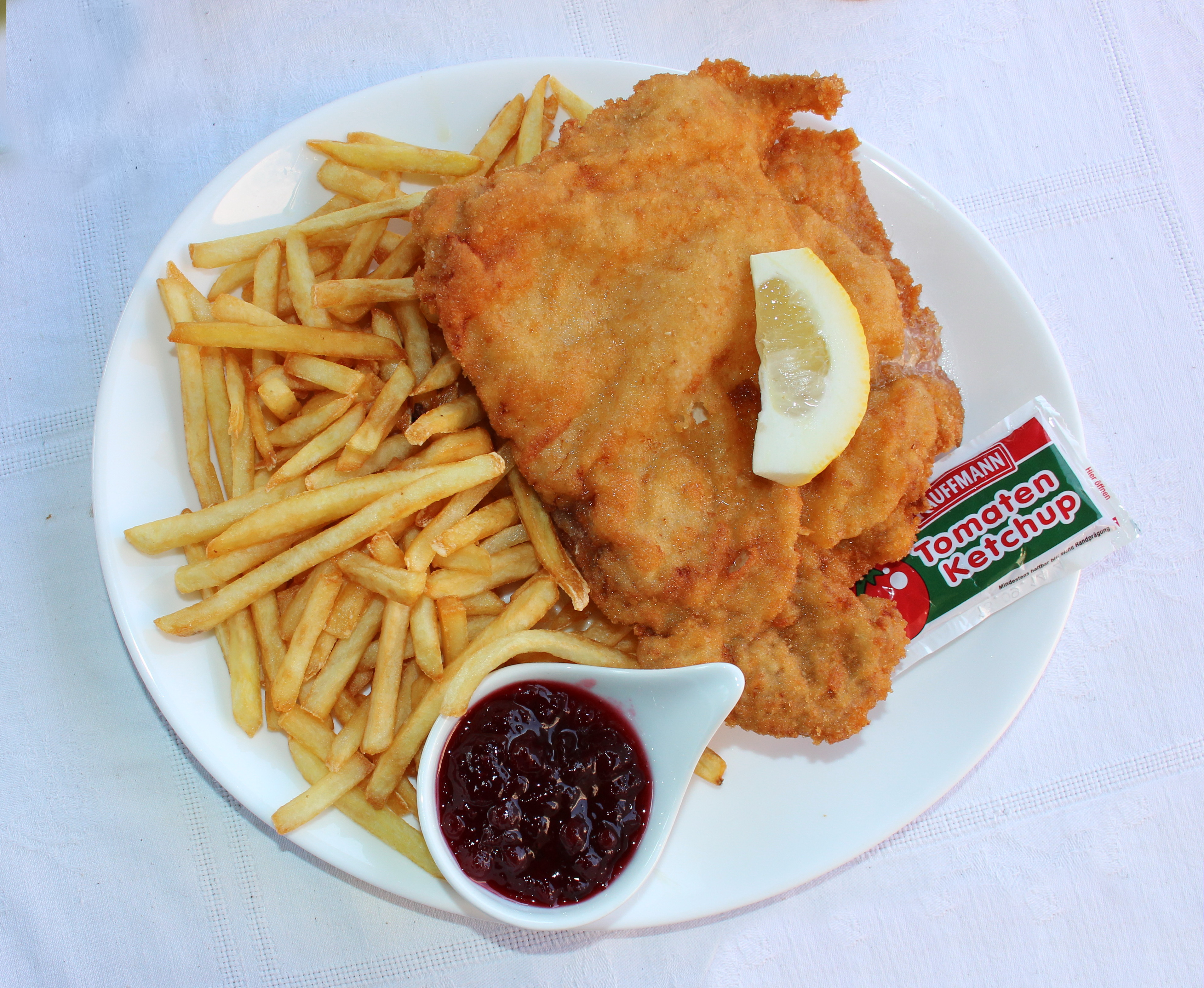
Preiselbeerkonfitüre auf einem Teller mit einem Cordon Bleu

## Nutzung
Preiselbeeren werden seit prähistorischen Zeiten wild gesammelt. Die Nutzungsgeschichte ist aber schlecht erforscht. Im alt-isländischen Gesetzbuch Grágás aus dem 12. Jahrhundert findet sich die Regelung, man dürfe auf fremden Grund nur so viele Preiselbeeren ernten, wie man an Ort und Stelle verzehren könne. Die Nutzung in Skandinavien war in den Pachtverträgen der Höfe geregelt, sie waren teilweise dem Grundherren gegenüber abgabepflichtig. Wie üblich bei Wildkräutern und wilden Beeren ist die Nutzung aber schlecht dokumentiert. Die Beeren wurden von Hand gepflückt oder durch rechenartige Werkzeuge abgestreift; dies wurde teilweise als schädlich für die Pflanze verboten, soll aber nach einem Gutachten der Schwedischen Akademie der Wissenschaften von 1918 unschädlich sein. Die Beeren besaßen Bedeutung zur Vitamin- und Nährstoffversorgung im Winter, vor allem, weil sie von allen vergleichbaren Beeren am längsten haltbar sind; sie können bis ins Folgejahr getrocknet ohne Zuckerzusatz aufbewahrt werden. Wild besammelte Preiselbeeren sind bis heute auch ökonomisch von Bedeutung. In Neufundland und Labrador in Kanada werden jährlich im Durchschnitt 96.500 Kilogramm wilde Preiselbeeren (der Unterart Vacinium vitis-idea subsp. minus) geerntet, was die Region zum größten Anbaugebiet in Nordamerika macht. Sie werden überwiegend tiefgefroren und exportiert.
Der Anbau begann mit wenigen Hektar in Skandinavien, Anfang der 1960er Jahre in Schweden, zur Produktion von Preiselbeer-Marmelade. Weitere Anbauschwerpunkte lagen in der früheren Sowjetunion, in Belarus und im Baltikum. Die Zuchtversuche in Deutschland begannen 1973 an der Universität Weihenstephan. Dort wurden aus Wildlinien die Sorten ‘Erntedank’, ‘Erntekrone’ und ‘Erntesegen’ gezüchtet sowie die niederländische ‘Koralle’ weiterveredelt, es wurden Methoden der vegetativen Vermehrung perfektioniert und eine Erntemaschine entwickelt. Versuche zur Erzeugung von Hybriden mit Cranberry brachten keinen durchschlagenden Erfolg. Die deutsche Anbaufläche lag Ende der 1980er Jahre bei etwa 35 Hektar. Anfang der 1990er Jahre wurden knapp 50 Hektar Preiselbeeren angebaut, nur etwa ein Zehntel der Fläche mit Kulturheidelbeeren.
Die wirtschaftliche Bedeutung der Preiselbeere in der Produktion der nordwestdeutschen und niederländischen Baumschulen geht zurück, da sie in der Fruchtproduktion zunehmend durch die amerikanische Moosbeere verdrängt wird. Die Vermehrung erfolgt heute nur noch selten generativ durch Samen. Kultursorten und Auslesen sind auf die vegetative Vermehrung durch Stecklinge angewiesen. Da diese Methode bei der Preiselbeere den Einsatz von Wuchsstoffen und Sprühnebelanlagen erfordert, wird sie in hochspezialisierten Betrieben durchgeführt. Für kleine Stückzahlen und den Hausgarten ist die Vermehrung durch Teilung üblich.
Der Anbau der Preiselbeere kann nur in Gebieten durchgeführt werden, wo ihre ökologischen Standortanforderungen, insbesondere hinsichtlich des Bodens, erfüllt werden können. Saure Sand-, sandige Lehm- und Torfböden in wintermilder humider Klimalage sind ideal (Nordwestdeutschland, Niederlande). Ein kleingärtnerischer Anbau in Kalkgebieten ist nur durch Bodenaustausch (Hochmoortorf, sogenannte Moorbeetpflanze) zu realisieren.
Die Preiselbeere ist in der Küche eine weithin geschätzte und beliebte Frucht, vor allem als Beilage zu Wildgerichten und Wiener Schnitzel. Wegen ihres herbsauren Geschmacks, der auf den hohen Anteil von Fruchtsäuren zurückgeht (beispielsweise Benzoe-, Ascorbin- und Salicylsäure), wird sie allerdings nur selten roh gegessen, sondern meist als Zubereitung in Form von Kompotten und Marmeladen. Wegen des Gehaltes an Ascorbinsäure (Vitamin C), Benzoe- und Salicylsäure, die auf Lebensmittel konservierend wirken, sind Erzeugnisse aus Preiselbeeren meist gut haltbar. Ascorbin- und Benzoesäure werden in der Lebensmittelherstellung als Konservierungsmittel eingesetzt, dagegen ist der Einsatz von Salicylsäure als Lebensmittelzusatzstoff verboten. Sie gehört zu den pharmakologisch wirksamen Inhaltsstoffen der Preiselbeere.
Die Früchte enthalten neben Vitamin C auch die Vitamine B1, B2, B3 und Beta-Karotin (Provitamin A), an Mineralstoffen vor allem Kalium, Calcium, Magnesium und Phosphat. Ihr Gehalt an Anthocyan lässt annehmen, dass der Genuss der Beeren oder des Saftes vor Nieren- und Harnblaseninfektionen schützt, da sie möglicherweise das Einnisten der Bakterien in der Schleimhaut verhindern. Auch zur Senkung des Cholesterinspiegels und bei der Behandlung rheumatischer Erkrankungen kann die Pflanze eventuell von Nutzen sein. Die aktuelle Forschung untersucht diese Zusammenhänge.
Die getrockneten Blätter (= Blattdroge) sind im Arzneibuch gelistet und werden als Vitis-Idaeae folium (lat. folium = „Blatt“) bezeichnet. Sie werden unter anderem als Ersatzdroge für die Blätter der Bärentraube (Uvae-Ursi Folium) verwendet.
Aus den getrockneten Blättern lässt sich ein Tee herstellen, der nach dem Glauben der Volksmedizin bei Erkrankungen der Harnorgane eingesetzt werden kann und auch eine fiebersenkende Wirkung aufweisen soll.

## Inhaltsstoffe
| Brennwert               | Wasser | Fett  | Kalium | Calcium | Magnesium | Vitamin C |
| ----------------------- | ------ | ----- | ------ | ------- | --------- | --------- |
| 148–162 kJ (35–39 kcal) | 88 g   | 0,5 g | 72 mg  | 14 mg   | 6 mg      | 12 mg     |

| Energie | Kalium | Calcium | Magnesium | Vitamin C |
| ------- | ------ | ------- | --------- | --------- |
| 2 %     | 3 %    | 2 %     | 2 %       | 16 %      |

Außerdem enthalten die Früchte Anthocyanoside und flüchtige Verbindungen, unter anderem aliphatische Alkohole und Aldehyde, Flavonoide wie Quercetin, Triterpene sowie organische Säuren wie Benzoe- und Syringasäure.

## Mythologie
In der Kalevala wird die Jungfrau Marjatta durch das Essen einer Preiselbeere schwanger und gebiert daraufhin einen Sohn, der von Geburt an weise ist und sogar noch mächtiger als der große Väinämöinen.